# Lila Offensive
Lila Offensive ist eine 1989 gegründete Gruppe der Frauenbewegung in Berlin, die später Trägerverein für Projekte wurde.

## Aktivitäten
- Grauzone-Archiv der nichtstaatlichen Frauenbewegung in der DDR in der Robert-Havemann-Gesellschaft
- Proteste gegen die Umbenennung der Clara-Zetkin-Straße in Berlin-Mitte
- Frauenstreiktag 1994